# Sangri (Shannan)
| Tibetische Bezeichnung                         |
| ---------------------------------------------- |
| Tibetische Schrift: ཟངས་རི་རྫོང་                  |
| Wylie-Transliteration: zangs ri rdzong         |
| Offizielle Transkription der VRCh: Sangri Zong |
| Chinesische Bezeichnung                        |
| Vereinfacht: 桑日县                            |
| Pinyin:Sāngrì Xiàn                             |

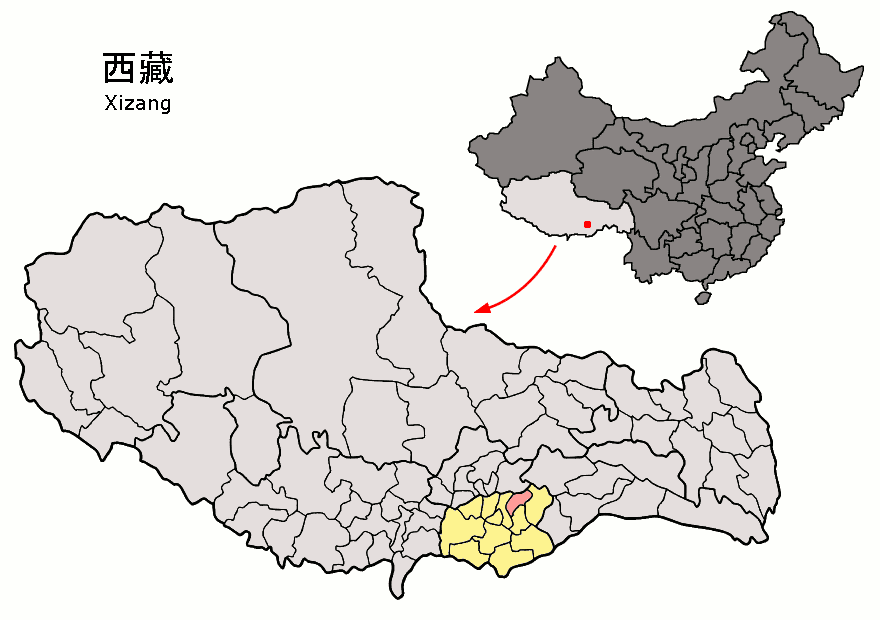
Lage Sangris in Tibet

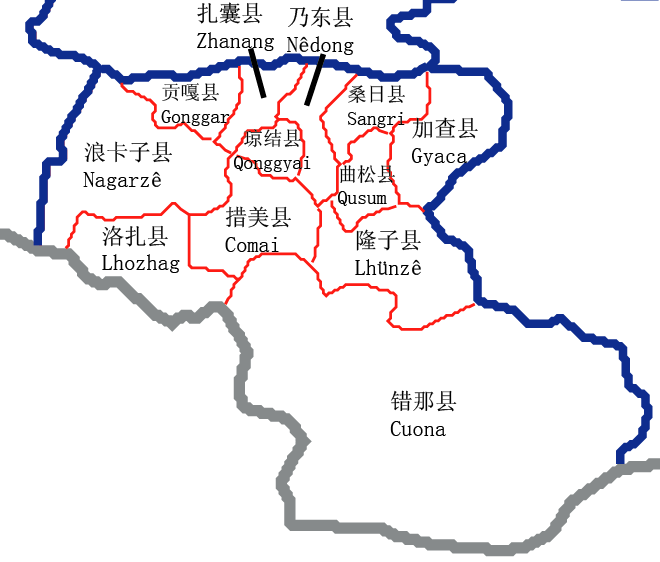
Lage im Regierungsbezirk Shannan

Sangri ist ein Kreis des Regierungsbezirks Shannan im Süden des Autonomen Gebiets Tibet in der Volksrepublik China. Die Fläche beträgt 2.642 Quadratkilometer und die Einwohnerzahl 18.041 (Stand: Zensus 2020). 1999 zählte Sangri 15.470 Einwohner.
Im Gebiet liegt das Dzingchi-Kloster.

## Administrative Gliederung
Auf Gemeindeebene setzt sich der Kreis aus einer Großgemeinde und drei Gemeinden zusammen. Diese sind (Pinyin/chinesisch):
- Großgemeinde Sangri 桑日镇 (tibet. ཟངས་རི་ zangs ri)
- Gemeinde Rong 绒乡
- Gemeinde Baidui 白堆乡
- Gemeinde Zengqi 增期乡